# Функція суми квадратів
У теорії чисел функція суми квадратів — арифметична функція, яка дає кількість подань натурального числа n як суми k квадратів, де подання, які відрізняються лише порядком доданків або знаками чисел, які підносять до квадрата, вважають різними і позначають rk(n).

## Визначення
Функцію визначають як
{\displaystyle r_{k}(n)=|\{(a_{1},a_{2},\ldots ,a_{k})\in \mathbb {Z} ^{k}\ :\ n=a_{1}^{2}+a_{2}^{2}+\cdots +a_{k}^{2}\}|}
де {\displaystyle |\,\ |} позначає потужність множини. Іншими словами, rk(n) — це кількість способів, якими n можна записати як суму k квадратів.
Наприклад, {\displaystyle r_{2}(1)=4}, оскільки {\displaystyle 1=0^{2}+(\pm 1)^{2}=(\pm 1)^{2}+0^{2}} де кожна сума має дві комбінації знаків, а також {\displaystyle r_{2}(2)=4}, оскільки {\displaystyle 2=(\pm 1)^{2}+(\pm 1)^{2}} з чотирма комбінаціями знаків. З іншого боку, {\displaystyle r_{2}(3)=0}, тому що немає способу подати 3 як суму двох квадратів.

## Формули

### k= 3
Кількість способів запису натурального числа у вигляді суми двох квадратів визначається як r2(n):
{\displaystyle r_{2}(n)=4(d_{1}(n)-d_{3}(n))}
де d1(n) — кількість дільників числа n, рівних 1 за модулем 4, а d3(n) — кількість дільників числа n, рівних 3 за модулем 4. Використовуючи знак суми, вираз можна записати так:
{\displaystyle r_{2}(n)=4\sum _{d\mid n \atop d\,\equiv \,1,3{\pmod {4}}}(-1)^{(d-1)/2}}
Розклад на прості множники {\displaystyle n=2^{g}p_{1}^{f_{1}}p_{2}^{f_{2}}\cdots q_{1}^{h_{1}}q_{2}^{h_{2}}\cdots }, де {\displaystyle p_{i}} — прості множники форми {\displaystyle p_{i}\equiv 1{\pmod {4}},} і {\displaystyle q_{i}} — прості множники форми {\displaystyle q_{i}\equiv 3{\pmod {4}}} дає іншу формулу
{\displaystyle r_{2}(n)=4(f_{1}+1)(f_{2}+1)\cdots }, якщо всі показники {\displaystyle h_{1},h_{2},\cdots } парні. Якщо один або декілька {\displaystyle h_{i}} непарні, тоді {\displaystyle r_{2}(n)=0}.

### k= 4
Гаусс довів, що для вільного від квадратів числа n > 4
{\displaystyle r_{3}(n)={\begin{cases}24h(-n),&{\text{якщо }}n\equiv 3{\pmod {8}},\\0&{\text{якщо }}n\equiv 7{\pmod {8}},\\12h(-4n)&{\text{в інших випадках}},\end{cases}}}
де h(m) — номер класу цілого числа m.
Існують розширення формули Гауса на довільне ціле число n.

### k= 6
Кількість способів подати n у вигляді суми чотирьох квадратів з'ясував Карл Густав Якоб Якобі: вона у вісім разів перевищує суму дільників n, які не діляться на 4, тобто
{\displaystyle r_{4}(n)=8\sum _{d\,\mid \,n,\ 4\,\nmid \,d}d.}
Подавши n = 2km, де m — непарне ціле число, можна виразити {\displaystyle r_{4}(n)} у термінах функції дільників так:
{\displaystyle r_{4}(n)=8\sigma (2^{\min\{k,1\}}m).}

### k= 8
Кількість способів подати n у вигляді суми шести квадратів визначають так:
{\displaystyle r_{6}(n)=4\sum _{d\mid n}d^{2}{\big (}4\left({\tfrac {-4}{n/d}}\right)-\left({\tfrac {-4}{d}}\right){\big )},}
де {\displaystyle \left({\tfrac {\cdot }{\cdot }}\right)} є символом Кронекера.

### k= 2
Якобі також знайшов явну формулу для випадку k = 8:
{\displaystyle r_{8}(n)=16\sum _{d\,\mid \,n}(-1)^{n+d}d^{3}.}

## Твірна функція
Твірну функцію послідовності {\displaystyle r_{k}(n)} для фіксованого k можна виразити через тета-функцію Якобі:
{\displaystyle \vartheta (0;q)^{k}=\vartheta _{3}^{k}(q)=\sum _{n=0}^{\infty }r_{k}(n)q^{n},}
де
{\displaystyle \vartheta (0;q)=\sum _{n=-\infty }^{\infty }q^{n^{2}}=1+2q+2q^{4}+2q^{9}+2q^{16}+\cdots .}

## Числові значення
Перші 30 значень для {\displaystyle r_{k}(n),\;k=1,\dots ,8} наведено в таблиці:
| n  | =     | r1(n) | r2(n) | r3(n) | r4(n) | r5(n) | r6(n) | r7(n) | r8(n)  |
| -- | ----- | ----- | ----- | ----- | ----- | ----- | ----- | ----- | ------ |
| 0  | 0     | 1     | 1     | 1     | 1     | 1     | 1     | 1     | 1      |
| 1  | 1     | 2     | 4     | 6     | 8     | 10    | 12    | 14    | 16     |
| 2  | 2     | 0     | 4     | 12    | 24    | 40    | 60    | 84    | 112    |
| 3  | 3     | 0     | 0     | 8     | 32    | 80    | 160   | 280   | 448    |
| 4  | 2     | 2     | 4     | 6     | 24    | 90    | 252   | 574   | 1136   |
| 5  | 5     | 0     | 8     | 24    | 48    | 112   | 312   | 840   | 2016   |
| 6  | 2×3   | 0     | 0     | 24    | 96    | 240   | 544   | 1288  | 3136   |
| 7  | 7     | 0     | 0     | 0     | 64    | 320   | 960   | 2368  | 5504   |
| 8  | 23    | 0     | 4     | 12    | 24    | 200   | 1020  | 3444  | 9328   |
| 9  | 32    | 2     | 4     | 30    | 104   | 250   | 876   | 3542  | 12112  |
| 10 | 2×5   | 0     | 8     | 24    | 144   | 560   | 1560  | 4424  | 14112  |
| 11 | 11    | 0     | 0     | 24    | 96    | 560   | 2400  | 7560  | 21312  |
| 12 | 2×3   | 0     | 0     | 8     | 96    | 400   | 2080  | 9240  | 31808  |
| 13 | 13    | 0     | 8     | 24    | 112   | 560   | 2040  | 8456  | 35168  |
| 14 | 2×7   | 0     | 0     | 48    | 192   | 800   | 3264  | 11088 | 38528  |
| 15 | 3×5   | 0     | 0     | 0     | 192   | 960   | 4160  | 16576 | 56448  |
| 16 | 24    | 2     | 4     | 6     | 24    | 730   | 4092  | 18494 | 74864  |
| 17 | 17    | 0     | 8     | 48    | 144   | 480   | 3480  | 17808 | 78624  |
| 18 | 2×32  | 0     | 4     | 36    | 312   | 1240  | 4380  | 19740 | 84784  |
| 19 | 19    | 0     | 0     | 24    | 160   | 1520  | 7200  | 27720 | 109760 |
| 20 | 2×5   | 0     | 8     | 24    | 144   | 752   | 6552  | 34440 | 143136 |
| 21 | 3×7   | 0     | 0     | 48    | 256   | 1120  | 4608  | 29456 | 154112 |
| 22 | 2×11  | 0     | 0     | 24    | 288   | 1840  | 8160  | 31304 | 149184 |
| 23 | 23    | 0     | 0     | 0     | 192   | 1600  | 10560 | 49728 | 194688 |
| 24 | 23×3  | 0     | 0     | 24    | 96    | 1200  | 8224  | 52808 | 261184 |
| 25 | 52    | 2     | 12    | 30    | 248   | 1210  | 7812  | 43414 | 252016 |
| 26 | 2×13  | 0     | 8     | 72    | 336   | 2000  | 10200 | 52248 | 246176 |
| 27 | 3     | 0     | 0     | 32    | 320   | 2240  | 13120 | 68320 | 327040 |
| 28 | 2×7   | 0     | 0     | 0     | 192   | 1600  | 12480 | 74048 | 390784 |
| 29 | 29    | 0     | 8     | 72    | 240   | 1680  | 10104 | 68376 | 390240 |
| 30 | 2×3×5 | 0     | 0     | 48    | 576   | 2720  | 14144 | 71120 | 395136 |